# فهرست فیلم‌های تامیل ۲۰۲۳
فهرست فیلم‌های تامیل ۲۰۲۳ (انگلیسی: List of Tamil films of 2023) فهرست فیلم‌های زبان تامیل تولید صنعت سینمای تامیل در هند است که در سال ۲۰۲۳ اکران شده‌اند.

## درآمد حاصل از فروش بلیت
| * | نشان دهنده فیلم‌هایی است که در بازارهای جهانی در حال فروش هستند. |

| #+ | به فیلم‌های چند زبانه اشاره دارد و رقم مجموع فروش ناخالص، مجموع فروش جهانی نسخه‌های فیلم که به زبان دیگر به صورت همزمان فیلمبرداری شده‌اند را در بر می‌گیرد. |

| رتبه | نام فیلم               | شرکت تولیدکننده                                                       | مقدار فروش جهانی | مرجع        |
| ---- | ---------------------- | --------------------------------------------------------------------- | ---------------- | ----------- |
| ۱    | زندانبان               | سان پیکچرز                                                            | ۶۰۵ کرور روپیه   | [ ۱ ]       |
| ۲    | لئو                    | سون اسکرین استودیو                                                    | ۵۹۵ کرور روپیه   | [ ۱ ]       |
| ۳    | پونیین سلوان: قسمت دوم | - مدرس تاکیس (Madras Talkies) - لیکا پروداکشنز (Lyca Productions)     | ۳۴۵ کرور روپیه   | [ ۲ ]       |
| ۴    | وارث                   | - سری وینکاتیشوارا کریشنز (Sri Venkateswara Creations) - پی‌وی‌پی سینما | ۳۱۰ کرور روپیه   | [ ۳ ] [ ۴ ] |
| ۵    | صلابت                  | - بای‌ویو پوجکتز - زی استودیوز                                         | ۱۹۰ کرور روپیه   | [ ۵ ]       |
| ۶    | معلم                   | سیتارا انترتینمنتز                                                    | ۱۱۸ کرور روپیه # | [ ۶ ]       |
| ۷    | مارک آنتونی            | مینی استودیو                                                          | ۱۱۰ کرور روپیه   | [ ۷ ]       |
| ۸    | جنگجوی بزرگ            | شانتی تاکیس (Shanthi Talkies)                                         | ۸۹ کرور روپیه    | [ ۸ ]       |
| ۹    | مامانان                | رد گاینت موویز                                                        | ۷۵ کرور روپیه    | [ ۹ ]       |
| ۱۰   | هنر جنگ                | اپلاوز انترتینمنت                                                     | ۵۰ کرور روپیه    | [ ۱۰ ]      |

## فیلم‌های اکران شده
مارس-ژانویه
| شروع   | شروع | نام فیلم                             | کارگردان                | بازیگران                                     | تهیه‌کننده             | مرجع   |
| ------ | ---- | ------------------------------------ | ----------------------- | -------------------------------------------- | --------------------- | ------ |
| ژانویه | ۶    | مرگ عزیز                             | پریم کومار              |                                              | اس‌ان‌آر فیلمز          | [ ۱۱ ] |
| ژانویه | ۱۱   | صلابت                                | اچ. وینات               | آجیت کومار، مانجو واریر، ساموتیراکانی        | بای‌ویو پروجکتز ال‌ال‌پی | [ ۱۲ ] |
| ژانویه | ۱۱   | وارث                                 | وامشی پیدیپالی          | ویجای، راشمیکا ماندانا، ساراتکومار           |                       | [ ۱۳ ] |
| ژانویه | ۲۰   | کارشناس‌تر از همه کارشناس‌ها           |                         |                                              |                       | [ ۱۴ ] |
| ژانویه | ۲۶   | سرآغاز                               |                         |                                              |                       | [ ۱۵ ] |
| ژانویه | ۲۷   | به واقعیت تبدیلش کنید (Meippada Sei) |                         |                                              |                       | [ ۱۶ ] |
| فوریه  | ۳    | قهرمان دخترک                         | شان                     | یوگی بابو، هاری کریشنان، سوباترا روبرت       | نیلم پروداکشنز        | [ ۱۷ ] |
| فوریه  | ۳    | مایکل                                | رانجیت جیاکودی          | سوندیپ کیشان، ویجی ستوپاتی                   | کاران سی پروداکشنز    | [ ۱۸ ] |
| فوریه  | ۳    | من خدا نیستم                         | اس.ای. چاندراسکار       | ساموتیراکانی، ساکشی آگاروال، ساراوانان       | استار میکرز           | [ ۱۹ ] |
| فوریه  | ۳    | بدو عزیزم بدو                        | جی‌ین کریشناکومار        | آرجی بالاجی، آیشواریا راجش، ایشا تالوار      | پرینس پیکچرز          | [ ۲۰ ] |
| فوریه  | ۳    | تالایکوتال                           | جایاپراکاش راداکریشنان  | ساموتیراکانی، کتیر (Kathir), وسوندارا کاشیاپ |                       | [ ۲۱ ] |
| فوریه  | ۳    | آشپرخانه عالی هندی                   | آر. کانان               | آیشواریا راجش، راهول راویندران، نانداکومار   | آردی‌سی میدیا          | [ ۲۲ ] |
| فوریه  | ۱۰   | دادا (به معنی پدر)                   | گانش کی. بابو           | کاوین (Kavin), آپارنا داس، باگیاراج          | المپیا موویز          | [ ۲۳ ] |
| فوریه  | ۱۰   | موسسه خیریه                          | راجاسلوام (Raajaselvam) | کارتیک سینگا، آنایا لاکشمی، رویبو شانکار     | اس‌اس پیکچرز           | [ ۲۴ ] |
| فوریه  | ۱۰   | وارناشرامام (Varnashramam)           |                         |                                              |                       | [ ۲۵ ] |
| فوریه  | ۱۰   | واسانتا مولای                        | رامان پوروشوتاما        | سیمها، کشمیرا پاردشی، آریا                   |                       | [ ۲۶ ] |